# Rhyphonemognatha
Rhyphonemognatha là một chi bọ cánh cứng trong họ Meloidae.
Chi này được miêu tả khoa học năm 1956 bởi Enns.

## Các loài
Các loài trong chi này gồm:
- Rhyphonemognatha rufa (LeConte, 1854)
- Rhyphonemognatha sanguinicollis (Champion, 1892)